# Rick Hunolt
Richard Edward Hunolt (Berkeley, Kalifornia, 1963. július 1. –) amerikai gitáros, aki az Exodus thrash metal együttes tagjaként vált ismertté.
Pályafutása
1983-ban csatlakozott az Exodushoz, elődje az az Evan McCaskey volt, aki Kirk Hammettet váltotta a zenekarban. Az Exodus tagjaként, öt nagylemezen volt hallható a játéka az 1983 és 1992 közötti időszakban, majd az együttes feloszlott. A 2004-es visszatérő lemezen a Tempo of the Damneden is ő gitározott a zenekarvezető, fő dalszerző Gary Holt mellett, így összesen hat nagylemezen és két koncertalbumon hallható a játéka.
2004-ben távozott a zenekarból, hogy több időt tölthessen a családjával. Gary Holt elmondása szerint Hunolt továbbra is élt a drogokkal, ráadásul két kisgyerekét is ő nevelte, ezért döntött a távozás mellett.
2004-es kilépése óta, többször is színpadra lépett volt zenekarával, 2012 nyarán az Exodus európai turnéjának több állomásán is ő játszott Gary Holt helyett, aki a Slayerben pótolta Jeff Hannemant.
2012. február 4-én az Oaklandben található Metro Operahouse-ban rendeztek egy koncertet Paul Baloff halálának 10. évfordulója alkalmából, ahol Hunolt is fellépett volt zenekarával, de színpadra lépett Jeff Andrews basszusgitáros és Kirk Hammett is.
Gary Holttal alkotott párosa nagymértékben meghatározta az együttes hangzásvilágát, legendássá vált duójuk számtalan együttesre volt hatással. A rajongók által kapták meg a H-team elnevezést, mely a Holt–Hunolt nevek kezdőbetűire utal.
Hunolt az 1980-as és 1990-es években Ibanez és Jackson gitárokat használt, az Exodus előtti időkben pedig Joe Satriani volt a gitártanára.
Gary Holt elmondása szerint sajnálatos, hogy Hunolt nem zenél, mert „a thrashszíntéren talán nem is volt nála jobb gitáros. Persze Lee Altus is régi cimbora, de Rick az Rick. Tanult zongorista volt és még a funkys bőgőzés is ment neki. Elsőrangú zenész, akit nagyon szeretek ma is.”

## Diszkográfia
Exodus stúdióalbumok
- Bonded by Blood (1985)
- Pleasures of the Flesh (1987)
- Fabulous Disaster (1989)
- Impact Is Imminent (1990)
- Force of Habit (1992)
- Tempo of the Damned (2004)

Exodus koncertlemezek
- Good Friendly Violent Fun
- Another Lesson in Violence

Exodus válogatáslemezek
- Lessons in Violence